# Джуисон, Норман
Норман Фредерик Джуисон (англ. Norman Frederick Jewison; 21 июля 1926, Торонто, Канада — 20 января 2024, Лос-Анджелес, США) — канадский кинорежиссёр, продюсер, актёр и основатель Канадского киноцентра. Он снял множество художественных фильмов и был трижды номинирован на премию «Оскар» за лучшую режиссуру за фильмы «Душной южной ночью» (1967), «Скрипач на крыше» (1971) и «Власть луны» (1987). Среди других ярких режиссёрских работ — «Цинциннати Кид» (1965), «Русские идут! Русские идут!» (1966), «Афера Томаса Крауна» (1968), «Иисус Христос — суперзвезда» (1973), «Роллербол» (1975), «Кулак» (1978), «Правосудие для всех» (1979), «История солдата» (1984), «Агнесса Божья» (1985), «Чужие деньги» (1991), «Ураган» (1999) и «Приговор» (2003).
Джуисон обращался к важным социальным и политическим вопросам на протяжении всей своей карьеры, часто делая спорные или сложные сюжеты доступными для основной аудитории. Среди его наград и номинаций — Золотой глобус, BAFTA, «Серебряный медведь», премия Гильдии режиссёров Америки за лучшую режиссуру — Художественный фильм и награда имени Ирвинга Тальберга.
В 2003 году Джуисон получил премию генерал-губернатора в области исполнительских искусств за выдающиеся художественные достижения за его значительный вклад в кинематограф Канады .

## Биография

### Молодость
Джуисон родился в Торонто, Онтарио, в семье Дороти Ирен (урожденная Уивер) и Перси Джозефа Джуисона, которые управляли круглосуточным магазином и почтовым отделением. Посещал школу Кью-Бич и университетский институт Малверна. Уже в 1930-х годах проявил склонность к выступлениям и театру. Джуисона часто ошибочно принимают за еврея из-за его фамилии и постановки фильмов « Скрипач на крыше» и « Иисус Христос — суперзвезда», но он и его семья на самом деле протестанты . Служил в Королевском флоте Канады (1944—1945) во время Второй мировой войны, а после увольнения отправился на юг Америки, где столкнулся с сегрегацией — опытом, который повлиял на его дальнейшую работу.
Джуисон учился в колледже Виктории при Университете Торонто, получив степень бакалавра в 1949 году. Будучи студентом, он участвовал в написании сценариев, режиссуре и играл в различных театральных постановках, включая All-Varsity Revue в 1949 году. После окончания учёбы он переехал в Лондон, где время от времени работал сценаристом детской телепрограммы и актёром эпизодических ролей на BBC, поддерживая себя случайными заработками. Оставшись без работы в Великобритании в конце 1951 года он вернулся в Канаду, чтобы стать стажёром на производстве в CBLT в Торонто, который готовился к запуску CBC Television .

### Карьера

#### Телевидение
Когда осенью 1952 года CBC Television впервые вышел в эфир, Джуисон был помощником режиссёра. В течение следующих семи лет он написал и спродюсировал широкий спектр мюзиклов, комедийных шоу, драм и специальных программ, включая The Big Revue, Showtime и The Barris Beat . В 1953 году он женился на Маргарет Энн «Дикси» Диксон, бывшей модели. У них трое детей — Майкл, Кевин и Дженнифер, — которые все сделают карьеру в индустрии развлечений.
В 1958 году Джуисон был принят на работу на NBC в Нью-Йорке, где его первым проектом стал «Ваш хит-парад», а затем — «Шоу Энди Уильямса» . Успех этих шоу привел к созданию специальных программ с участием таких исполнителей, как Гарри Белафонте, Джеки Глисон и Дэнни Кэй . Решающим фактором в карьере Джуисон стала телевизионная постановка «Возвращение» Джуди Гарланд, вышедшая в эфир в 1961 году, в которой участвовали Фрэнк Синатра и Дин Мартин, и которая привела к еженедельному шоу, которое Джуисон позже пригласили вести. Посетив студию во время репетиции спектакля, актёр Тони Кёртис предложил Джуисону снять художественный фильм.
Лишь в начале 1990-х он вернулся к телевидению, начав с производства биографического фильма TNT «Джеронимо» (1993).

#### Кинематограф
Карьера Джуисона как кинорежиссёра началась с комедии «Сорок фунтов неприятностей» (1962) с Тони Кёртисом в главной роли. Следующие три фильма, которые он снял, в том числе два с Дорис Дэй, «Волнение всего этого» (1963) и «Не отправляйте мне цветы» (1964), также были лёгкими комедиями, снятыми по контракту с Universal Studios. После «Искусства любви» (1965) Джуисон решил уйти от этого жанра и заняться более сложными проектами. Его прорывным фильмом оказался «Ребёнок из Цинциннати» (1965), драма со Стивом МакКуином в главной роли, который теперь считается одним из лучших фильмов об азартных играх, и Джуисон считает его одним из своих личных фаворитов, потому что это была его первая сложная драма. За этим успехом в 1966 году последовала сатира на паранойю холодной войны: «Русские идут, русские идут»; это был первый фильм, который также продюсировал Джуисон, и он был номинирован на четыре премии Оскар, включая лучший фильм. Он считал, что «призыв к сосуществованию или абсурдность международного конфликта были важны именно в тот момент». Хотя реакция на русских была положительной, правые комментаторы назвали Джуисона «канадским пинко».
Продолжением череды успехов стал один из фильмов, который стал тесно ассоциироваться с его творчеством, «Душной южной ночью» (1967), криминальная драма, действие которой происходит в расово разделённом южном городе с Сидни Пуатье и Родом Стайгером в главных ролях, которая выиграла пять Наград Академии, включая лучший фильм, а Джуисон был номинирован за лучшую режиссуру. Во время съёмок Роберт Кеннеди сказал Джуисону, что это может быть "очень важный фильм. Время решает всё ". Кеннеди напомнил Джуисону об этом предсказании через полтора года, когда вручил ему премию Critics 'Choice Movie Award за лучшую драму.
Следующим его режиссёрским проектом стал фильм со Стивом МакКуином, используя новаторские изображения на нескольких экранах, в криминальной игре «Афера Томаса Крауна» (1968). С этого момента Джуисон продюсировал все художественные фильмы, которые сам снимал, часто с партнёром Патриком Палмером, и он также выступал в качестве продюсера фильмов, снятых другими, начиная с режиссёрского дебюта своего бывшего монтажёра Хэла Эшби «Арендодатель» (1970). После завершения исторической комедии Гейли, Гейли (1969) Джуисон, разочаровавшись в политическом климате Соединённых Штатов, перевёз свою семью в Англию.
В Pinewood Studios к северо-западу от Лондона и в Югославии он работал над мюзиклом «Скрипач на крыше» (1971, переиздан в 1979 году), который получил три «Оскара» и был номинирован на пять других, включая лучший фильм и режиссуру. Во время съёмок фильма «Скрипач на крыше» Джуисон также снимался в документальном фильме Национального совета по кинематографии Канады 1971 года «Норман Джуисон, режиссёр» режиссёра Дугласа Джексона.
Следующим проектом Джуисона стал мюзикл «Иисус Христос суперзвезда» (1973), основанный на бродвейском мюзикле, написанном Эндрю Ллойдом Уэббером и Тимом Райсом. Он был снят в Израиле, где Джуисон также продюсировал вестерн «Билли две шляпы» (1974) с Грегори Пеком в главной роли. За суперзвездой, вызывающей споры в отношении религиозной тематики, последовал ещё один фильм, вызвавший критические споры, на этот раз по поводу насилия. Роллербол (1975) разворачивается в ближайшем будущем, когда миром правят корпорации, а развлечения сосредоточены вокруг смертельной игры. Следующий фильм, который он снял, драма о профсоюзах Кулак (1978), основанная на жизни Джимми Хоффы, также вызвала некоторые разногласия, на этот раз по поводу авторства сценария. Сценарист Джо Эстерхас был недоволен тем, что пришлось написать сценарий совместно со звездой фильма Сильвестром Сталлоне, так как он чувствовал, что участие Сталлоне было незначительным, в то время как Сталлоне утверждал, что фактически переписал весь сценарий.
В 1978 году Джуисон вернулся в Канаду, поселившись в районе Каледон в Онтарио и основав ферму, которая выращивала отмеченный наградами рогатый скот. Работая с базы в Торонто, а также с базы в Калифорнии, он работал с известными актерами: Аль Пачино в «…И правосудие для всех» (1979), Берт Рейнольдс и Голди Хоун в романтической комедии «Лучшие друзья» (1982), а также продюсером фильмов «Псы войны» (1981) и «Iceman» (1984).
В этот период Джуисон также спродюсировал 53-ю ежегодную церемонию вручения премии Оскар (1981), которая должна была выйти в эфир в день, когда было совершено покушение на президента Рональда Рейгана, и её пришлось перенести. Возвращаясь к теме расовой напряжённости, которая характеризовала «Душной южной ночью»», «История солдата» Джуисона (1984), основанная на пьесе, получившей Пулитцеровскую премию, была номинирована на три премии Оскар, в том числе за лучший фильм. Его следующий фильм также был основан на удачной пьесе. «Агнесса Божья» (1985), действие которой происходит в монастыре Квебека, с Джейн Фонда, Мэг Тилли и Энн Бэнкрофт; он получил три номинации на премию Оскар.
Следующий фильм Джуисона оказался одним из самых популярных романтических фильмов, когда-либо созданных. Власть луны (1987) с Шер в главной роли стал кассовым хитом, получившим три премии Оскар, в том числе за лучший фильм и лучшую женскую роль Шер. Джуисон также получил свою третью номинацию на лучшую режиссуру.
В течение следующего десятилетия Джуисон продолжал снимать художественные фильмы, выпущенные крупными студиями: «Страна» (1989), драма о ветеранах Вьетнама и дочери жертвы войны; «Чужие деньги» (1991), социальная комедия о жадности 1980-х; Только ты (1994), романтическая комедия, действие которой происходит в Италии; и Богус (1996), фантастика о мальчике и его воображаемом друге. Он также был продюсером фильма «Январский человек» (1989), исполнительным продюсером канадского фильма «Танцуй со мной на улице» и снова вернулся на телевидение в качестве режиссёра и продюсера, включая сериал «Рез» (1996—1998).
Ураган (1999) был третьим фильмом Джуисона, исследующим последствия расизма, рассказывающим историю боксера Рубина «Ураган» Картера, который был ложно осужден за тройное убийство в Нью-Джерси в середине 1960-х годов. Дензел Вашингтон был номинирован на «Оскар» за роль Картера. В 1999 году работа Джуисона была отмечена Академией кинематографических искусств и наук, когда ему была присуждена Мемориальная награда Ирвинга Г. Тальберга за достижения в жизни.
Джуисон продолжал режиссировать и продюсировать до своего последнего фильма, который вышел в 2003 году, триллер «Приговор», основан на романе Брайана Мура с Майклом Кейном в главной роли. В том же году была опубликована его автобиография «Это ужасное дело пошло мне на пользу», в которой выражается энтузиазм, убеждённость и творческий энтузиазм, которые поддерживали его карьеру.

## Достижения
Премия Тальберга была одной из многих наград, которых был удостоен Джуисон, в том числе Почётной степени от Университета Трента, Западного Онтарио и Университета Торонто, и он был удостоен награды Ордена Канады в 1992 году. Также в 1992 году Джуисон получил Премию Рамона Джона Гнатышина за волюнтаризм в театральном искусстве, сопутствующую награду Генерал-губернатора за исполнительское искусство, высшую награду Канады в области исполнительского искусства.
Джуисон был номинирован на премию Оскар за лучшую режиссуру трижды за тридцать лет за фильмы «Душной южной ночью» (1967), «Скрипач на крыше» (1971) и «Власть луны» (1987). Он также получил престижную награду «Серебряный медведь» за лучшую режиссуру на Берлинском кинофестивале и получил награду за заслуги от гильдии режиссёров Канады и Америки . Он также получил премию BAFTA .
Кроме того, он получил множество наград на канадских и международных кинофестивалях и ретроспективах, а также получил звезду на Голливудской Аллее славы и Канадской Аллее славы . В 2001 году его именем был назван парк в центре Торонто. В 2003 году Джуисон получил Премию генерал-губернатора в области исполнительских искусств за прижизненные художественные достижения и вклад в кинематограф Канады.

## Личная жизнь
Норман Джуисон и Маргарет Энн Диксон поженились 11 июля 1953 года. Она умерла 26 ноября 2004 года, на следующий день после своего 74-го дня рождения, в Оранджвилле, Онтарио, по неизвестным причинам. У них трое детей и пятеро внуков.
В знак признания его вклада в искусство, а также его постоянной поддержки, Джуисон был назначен ректором колледжа Victoria University при Университете Торонто в 2004 году; он занимал эту должность до октября 2010 года.
В 2010 году Блейк Голдринг пожертвовал 1 000 000 долларов колледжу Victoria University при Университете Торонто на создание специализированной программы гуманитарных наук имени Джуисона, рассчитаной на один год обучения. Программа началась в сентябре 2011 года, и в ней приняли участие не менее 30 избранных студентов в Norman Jewison Stream for Imagination and the Arts. Голдринг — выпускник 1981 года.
30 января 2010 года Джуисон получил награду за выслугу от Гильдии режиссёров Америки на 62-й ежегодной церемонии вручения наград DGA, проходившей в Century Plaza в Лос-Анджелесе.
Также в 2010 году Джуисон женился на Линн Сент-Дэвид, с которой начал встречаться в 2008 году. В браке её зовут Линн Сент-Дэвид-Джуисон.
Норман Джуисон умер в своём доме в Лос-Анджелесе, 20 января 2024 года в возрасте 97 лет.

## Фильмография

### Режиссёр
- 1954 — Уэйн и Шустер (телесериал)
- 1960 — Тайный мир Эдди Ходжеса (ТВ)
- 1961 — Инцидент на миллион долларов (ТВ)
- 1962 — Сорок фунтов неприятностей
- 1963 — Доведённый до ручки
- 1964 — Не присылай мне цветы
- 1965 — Искусство любви
- 1965 — Цинциннати Кид
- 1966 — Русские идут! Русские идут!
- 1967 — Душной южной ночью
- 1968 — Афера Томаса Крауна
- 1969 — Гэйли, Гэйли
- 1971 — Скрипач на крыше
- 1973 — Иисус Христос — Суперзвезда
- 1975 — Роллербол
- 1978 — К. У. Л. А. К.
- 1979 — И правосудие для всех
- 1982 — Лучшие друзья
- 1984 — История солдата
- 1985 — Агнесса Божья
- 1987 — Власть луны
- 1989 — Страна
- 1991 — Чужие деньги
- 1994 — Только ты
- 1996 — Богус
- 1999 — Ураган
- 1999 — 20-й век: смешные деньги (ТВ)
- 2001 — Ужин с друзьями (ТВ)
- 2003 — Приговор

### Продюсер
- 1960 — Тайный мир Эдди Ходжеса (ТВ)
- 1963—1964 — Шоу Джуди Гарланд (телесериал)
- 1966 — Русские идут! Русские идут!
- 1968 — Дело Томаса Крауна
- 1969 — Гэйли, Гэйли
- 1970 — Землевладелец
- 1971 — Скрипач на крыше
- 1973 — Иисус Христос — Суперзвезда
- 1974 — Билли-две шляпы
- 1975 — Роллербол
- 1978 — К. У. Л. А. К.
- 1979 — И правосудие для всех
- 1980 — Псы войны
- 1982 — Лучшие друзья
- 1984 — Ледяной человек
- 1984 — История солдата
- 1985 — Агнесса Божья
- 1987 — Власть луны
- 1989 — Январский человек
- 1989 — Страна
- 1991 — Чужие деньги
- 1993 — Джеронимо (ТВ)
- 1994 — Только ты
- 1995 — Потанцуй со мной на улице
- 1995 — Двое обнажённых в ванне
- 1996 — Богус
- 1996—1997 — Риз (телесериал)
- 1999 — Ураган
- 2001 — Уолтер и Генри (ТВ)
- 2001 — Ужин с друзьями (ТВ)
- 2003 — Приговор

### Сценарист
- 1973 — Иисус Христос — Суперзвезда

### Актёр
- 1949 — Канадский океан
- 1983 — Фрейлин Берлин
- 1996 — Семейка придурков
- 1998 — Гори, Голливуд, гори
- 2003 — Приговор
- 2024 — Слай Сталлоне | В роли самого себя, озвучка

## Награды
- 1981 — Почётный кавалер Ордена Канады
- 1992 — Памятная медаль в честь 125-летия Канадской Конфедерации
- 1992 — Награда генерал-губернатора Канады в области искусств
- 1999 — Мемориальная награда Ирвинга Талберта за вклад в искусство (присуждается Американской киноакадемией раз в несколько лет)
- 2002 — Памятная медаль в честь 50-летия правления Елизаветы II